# دره مراد
درّه مُراد روستایی است از توابع شهرستان بروجرد در استان لرستان. این روستا در دهستان دره‌صیدی در بخش مرکزی این شهرستان قرار دارد. دره مراد در نزدیکی روستاهای ده توشمال و تپه مولا قرار دارد و از طریق جاده بروجرد به اراک قابل دسترسی است.یکی از موسسان روستا عبدالحسین بود که یکی از دوستان مولاخان موسس روستای تپه مولا بود.  بعدها مهجرین دیگر به نام های شه رستمی و شهریاری و باقری ، نعیمی و...  با قبول عبدالحسین به روستا آمدند. عبدالحسین چند پسر به نام محمد و باقر و ملا زینل و قاسم بیک و اصغر ... داشت.
غفور مرادی فرزند اصغر   یکی از بزرگترین افراد دره مراد بود. محمد یک پسر به نام  میرزا حسین و او نیز یک پسر به محمد حسین  بزرگ مرد  دره مراد بود. 

## جمعیت
بنابر سرشماری مرکز آمار ایران، جمعیت دره مراد در سال ۱۳۹۰ برابر با ۱۰۴ نفر بوده‌است که از این میان ۶۵ نفر مرد و بقیه زن بوده‌اند. این روستا ۲۷ خانوار دارد.